# Международная телекоммуникационная спутниковая организация

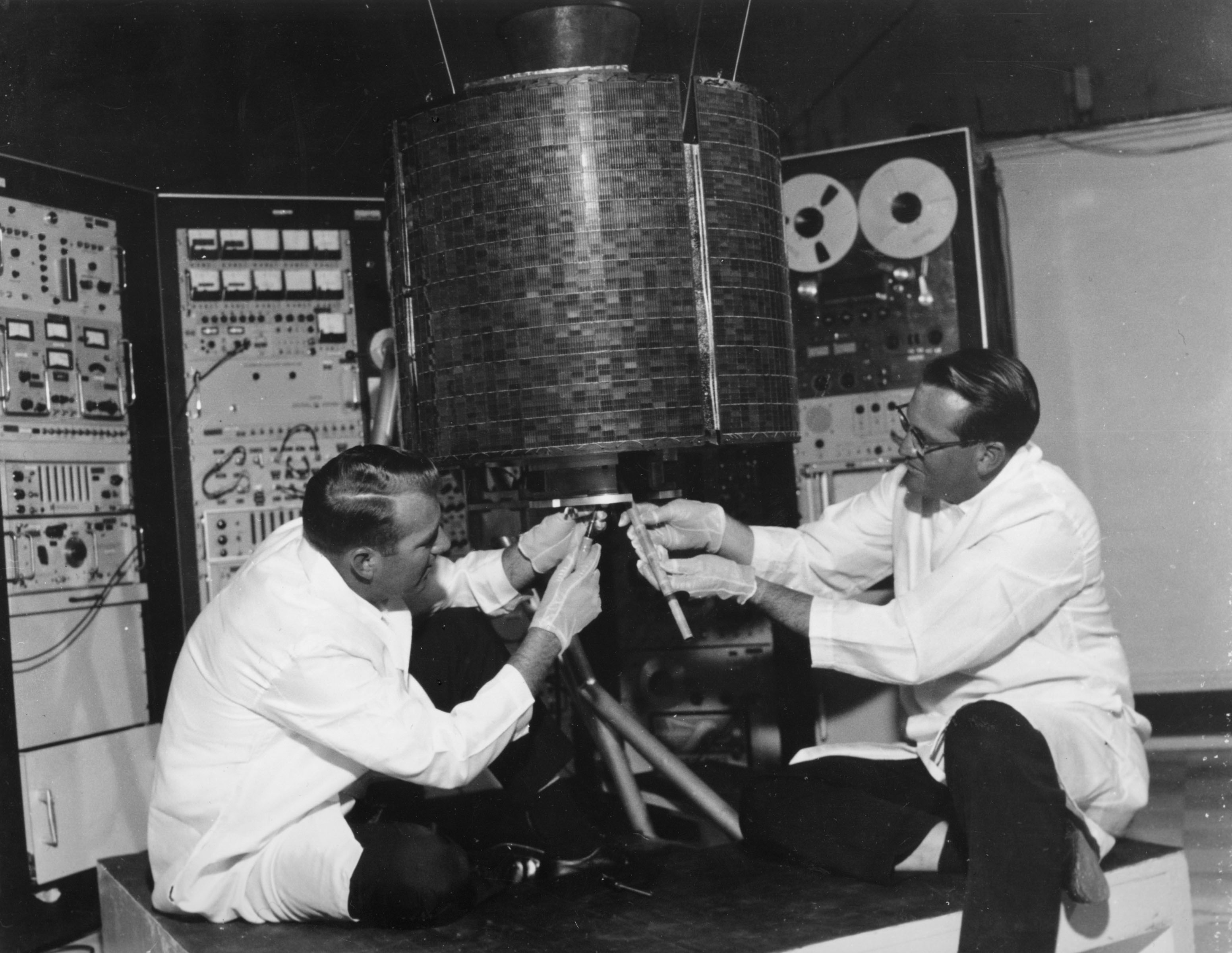
Первый спутник Intelsat.

Международная телекоммуникационная спутниковая организация (The International Telecommunications Satellite Organization, ITSO, INTEL-SAT, INTELSAT) — международная организация спутниковой связи.

## История
Основана в 1964 году со штаб-квартирой в Люксембурге. 6 апреля 1965 года был выведен на орбиту первый спутник Intelsat I, обеспечивавший 240 телефонных каналов — первый в мире спутник коммерческой связи.. К 1967 году на орбиту вывели 4 спутника серии Intelsat 2, один из них из-за ошибки разгонного блока оказался на эллиптической орбите. В 1998 году Intelsat создала дочернюю компанию News Skies Satellite.
В 2001 году была преобразована в частную компанию Intelsat